# Eugenia dysenterica
Eugenia dysenterica, auch Cagaita, ist eine Pflanzenart aus der Gattung der Kirschmyrten (Eugenia) in der Familie der Myrtengewächse (Myrtaceae).

## Beschreibung

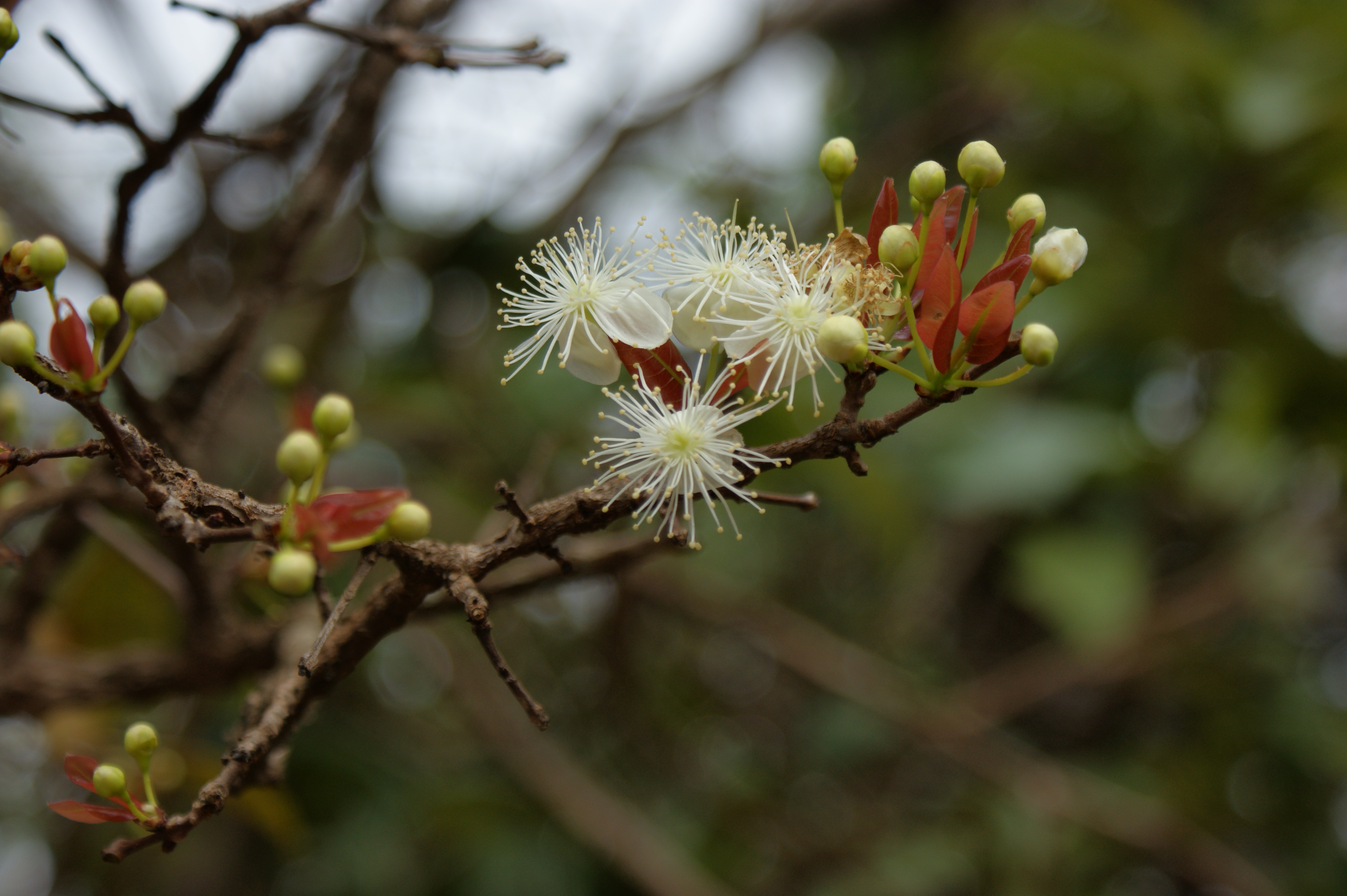
Zweig mit jungen Laubblättern und weißen Blüten

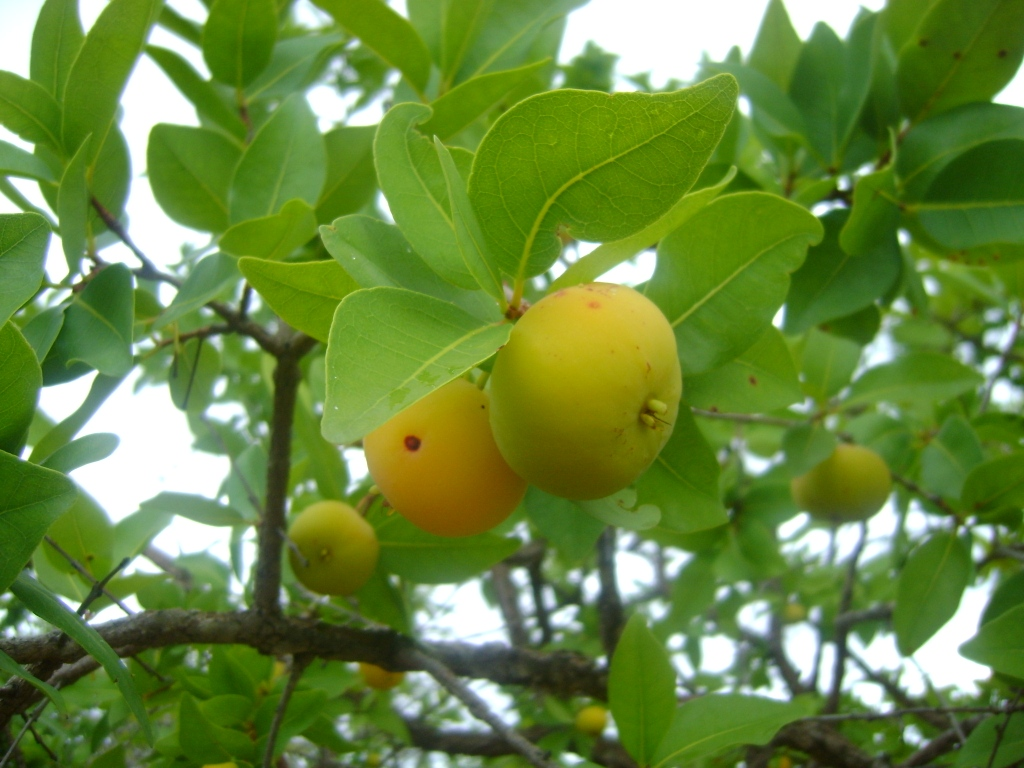
Früchte am Baum

Eugenia dysenterica ist ein in der Trockenzeit laubabwerfender, kleinerer Baum, der Wuchshöhen von 4 bis 10 Meter oder mehr und einen Stammdurchmesser von etwa 25 bis 35 Zentimeter erreicht. Er bildet eine dichte Baumkrone und die Borke ist korkig, sehr dick und stark gefurcht sowie querrissig.
Die gegenständig angeordneten, einfachen Laubblätter sind in kurz gestielt. Die einfache, kahle, ledrige und eiförmige Blattspreite ist ganzrandig, abgerundet bis rundspitzig oder spitz bis zugespitzt, seltener eingebuchtet und aromatisch. Sie ist etwa 6–14 Zentimeter lang und 4–8 Zentimeter breit. Der Neuaustrieb ist kupfer- bis bronzefarben.
Die duftenden, zwittrigen und weißen, gestielten, nur kurz blühenden Blüten mit doppelter Blütenhülle und vielen Staubblättern stehen einzeln oder bis zu sechst in den Blattachseln an den Zweigenden, oft bevor das neue Laub austreibt. Es sind vier Kelch- und Kronblätter vorhanden und der Fruchtknoten ist unterständig. Die Bestäubung erfolgt hauptsächlich durch Bienen.
Die bei einem Durchmesser von 3 bis 5 cm etwas abgeflachte, etwa kugelförmige, gelbe bis orange, dünnschalige Beere ist kahl, fleischig und saftig und enthält ein bis vier Samen. Die beigen bis etwa 1,5–2 Zentimeter großen Samen lösen sich bei Reife im Innern vom „Fruchtfleisch“ ab. Die haltbaren Kelchblätter verbleiben an der Spitze der Frucht. Die Samen sind nicht lange nach Entnahme aus der Frucht keimfähig, insbesondere Austrocknung führt zum Verlust der Keimfähigkeit. Die Keimung erfolgt hypogäisch. Die höchste Keimrate haben große Samen, die aus vom Boden aufgelesenen vollreifen Früchten stammen.

## Verbreitung
Eugenia dysenterica stammt aus den Savannenlandschaften Zentralbrasiliens (Cerrado).

## Verwendung
Das Holz ist schwer (0,82 g/cm³), mäßig hart und haltbar. Es wird in den landwirtschaftlichen Betrieben zur Herstellung rustikaler Möbel, als Brennholz und zur Holzkohleherstellung genutzt.
Die Früchte sind essbar und werden roh oder gekocht verwendet. Das saftige Fruchtfleisch hat einen angenehmen, säuerlichen Geschmack.
Die Früchte werden in der Volksmedizin als Abführmittel und ein Tee aus den Blättern als Mittel gegen Durchfälle eingesetzt. Der Genuss einer größeren Menge von Früchten kann zu leichten Rauschzuständen führen.
Die Rinde wurde früher weit verbreitet zur Herstellung von Lohe zur Ledergerbung genutzt.